# 로니 클레어 에드워즈

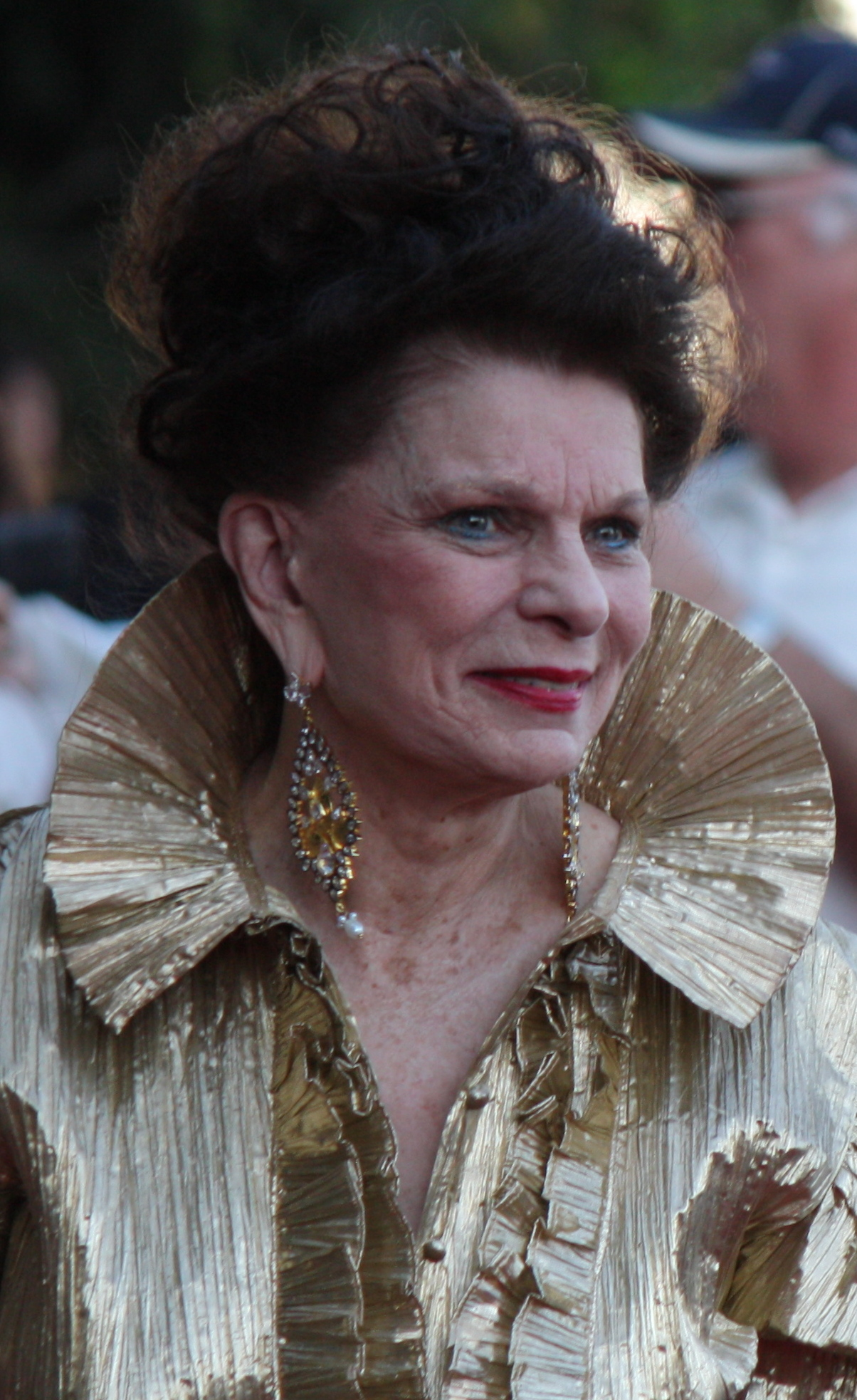

로니 클레어 에드워즈(Ronnie Claire Edwards, 1933년 2월 9일 ~ 2016년 6월 14일)는 미국의 텔레비전 배우, 영화배우, 연극 배우이다.
오클라호마시티에서 태어났으며 댈러스에서 사망하였다.

## 영화
- 8초의 승부 (1994년)
- 사랑과 열정 (1989년)
- 더티 해리 5 - 추적자 (1988년)
- 노바디스 풀 (1986년)
- 퍼펙트 (1985년)
- 다이너스티 (1981년)
- 겟팅 웨이스티드 (1980년)
- 월튼네 사람들 (1972년)